# Форма Земли
Фо́рма Земли́ — термин для обозначения формы земной поверхности. В зависимости от определения фигуры Земли устанавливаются различные системы координат в геодезии.

## История
Ещё в VI в. до нашей эры Пифагор считал, что Земля имеет шарообразную форму. То же открытие наиболее авторитетный автор в этом вопросе, Феофраст, отдаёт Пармениду.
Через 200 лет Аристотель доказывал это, ссылаясь на то, что во время лунных затмений тень Земли всегда круглая.
Спустя ещё 100 лет Эратосфен по разнице высоты Солнца над горизонтом в полдень летнего солнцестояния определил, что окружность земного шара приблизительно в 50 раз больше расстояния от Сиены до Александрии. Однако неизвестно, насколько точно в то время было измерено расстояние между этими городами.
То, что форма Земли должна немного отличаться от шара, впервые показал Ньютон. Он предположил, что она имеет форму эллипсоида и предложил следующий мысленный эксперимент. Нужно прокопать две шахты: от полюса до центра Земли и от экватора до центра Земли. Эти шахты заливаются водой. Если Земля имела бы форму шара, то глубина шахт была бы одинакова. Но на воду в экваториальной шахте действует центробежная сила, в то время как на воду в полярной шахте — нет. Поэтому для равновесия воды в обеих шахтах необходимо, чтобы экваториальная шахта была длиннее.
Экспериментальному определению формы Земли путем измерения длины дуги меридиана на широте экватора была посвящена французская геодезическая экспедиция (1736-46), в которой наибольший вклад внес Шарль Мари де ла Кондамин.
Дальнейшее развитие теории фигуры Земли отражено в работах Гюйгенса, Кассини, Клеро, МакЛорена, д'Аламбера, Лагранжа, Лапласа, Лежандра, Якоби, Дирихле, Пуанкаре и др.

## Современные представления

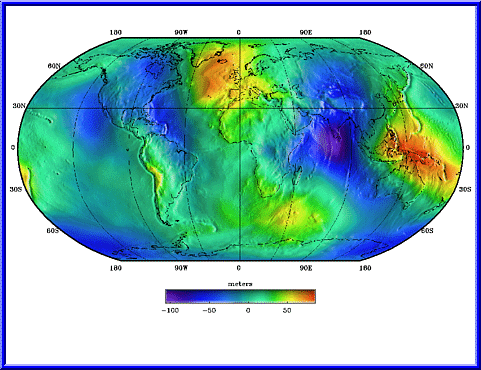
Отклонения геоида (модели EGM96) от идеализированной фигуры Земли (эллипсоида WGS 84). Видно, что поверхность океана расходится с эллипсоидом: например, на севере Индийского океана она понижена на ~100 метров, а на западе Тихого — поднята на ~80 метров

В нулевом приближении можно считать, что Земля имеет форму шара со средним радиусом 6371,3 км. Такое представление нашей планеты хорошо подходит для задач, точность вычислений в которых не превышает 0,5 %. В действительности Земля не является идеальным шаром. Из-за суточного вращения она сплюснута с полюсов; высоты материков различны; форму поверхности искажают и приливные деформации.
В геодезии и космонавтике для описания фигуры Земли обычно выбирают эллипсоид вращения или геоид. С геоидом связана система астрономических координат, с эллипсоидом вращения — система геодезических координат.
По определению, геоид — это поверхность, всюду нормальная силе тяжести.
Если бы Земля была целиком покрыта океаном и не подвергалась приливному воздействию других небесных тел и прочим подобным возмущениям, она имела бы форму геоида. В действительности в различных местах поверхность Земли может значительно отличаться от геоида. Для лучшей аппроксимации поверхности вводят понятие референц-эллипсоида, который хорошо совпадает с геоидом только на каком-то участке поверхности. Геометрические параметры референц-эллипсоидов отличаются от параметров среднего земного эллипсоида, который описывает земную поверхность в целом.
На практике используется несколько различных средних земных эллипсоидов и связанных с ними систем земных координат.
| \| Название \| a, км \| 1/f \| GM⊕ × 1014м3c−2 \| J2 × 10−3 \| Ω × 10−5рад/с \| \| -------- \| ---------- \| ------------- \| --------------- \| --------- \| ------------- \| \| WGS84 \| 6378,137 \| 298,257223563 \| 3,986004418 \| 1,08263 \| 7,292115 \| \| GRS80 \| 6378,137 \| 298,257222101 \| 3,986005 \| 1,08263 \| 7,292115 \| \| IERS96 \| 6378,13649 \| 298,25645 \| 3,986004418 \| 1,0826359 \| 7,292115 \| \| ПЗ-90 \| 6378,136 \| 298,257839303 \| 3,9860044 \| 1,0826257 \| 7,292115 \| | Здесь: - а — экваториальный радиус Земли; - f — геометрическое сжатие эллипсоида {\displaystyle (f={\frac {a-c}{a}}}, где c — полярный радиус Земли); - G — гравитационная постоянная; - M⊕ — масса Земли; - J2 — динамический форм-фактор Земли; - Ω — угловая скорость вращения Земли. |               |                 |           |               |
| Название | a, км | 1/f           | GM⊕ × 1014м3c−2 | J2 × 10−3 | Ω × 10−5рад/с |
| WGS84 | 6378,137 | 298,257223563 | 3,986004418     | 1,08263   | 7,292115      |
| GRS80 | 6378,137 | 298,257222101 | 3,986005        | 1,08263   | 7,292115      |
| IERS96 | 6378,13649 | 298,25645     | 3,986004418     | 1,0826359 | 7,292115      |
| ПЗ-90 | 6378,136 | 298,257839303 | 3,9860044       | 1,0826257 | 7,292115      |